# ロバート・アーバスノット (初代アーバスノット子爵)
初代アーバスノット子爵ロバート・アーバスノット（英語: Robert Arbuthnott, 1st Viscount of Arbuthnott PC、1625年以前 – 1655年10月10日）は、スコットランド貴族。

## 生涯
第17代アーバスノット領主サー・ロバート・アーバスノット（Sir Robert Arbuthnott、1633年3月15日没）とマーガレット・フレイザー（1651年12月22日没、第6代ラヴァト卿サイモン・フレイザーの娘）の長男として生まれた。
チャールズ1世への忠誠により1641年11月16日にスコットランド貴族のインヴァバーヴィー卿とアーバスノット子爵に叙され、1649年にはスコットランド枢密院の枢密顧問官に任命された。
1655年10月10日に死去、長男ロバートが爵位を継承した。

## 家族
1639年までにマージョリー・カーネギー（1651年12月22日没、初代サウスエスク伯爵デイヴィッド・カーネギーの娘）と結婚、1男1女を儲けた。
- マーガレット
- ロバート（1682年6月16日没） - 第2代アーバスノット子爵

1653年6月30日、キャサリン・フレイザー（1619年 – 1663年10月18日、第7代ラヴァト卿ヒュー・フレイザーの娘）と再婚、1男1女を儲けた。